# 56-я авиационная дивизия истребителей дальнего действия
56-я авиационная Бреславльская дивизия истребителей дальнего действия (56-я ади дд) — авиационное соединение Военно-Воздушных сил (ВВС) Вооружённых Сил РККА дальней бомбардировочной авиации, принимавшее участие в боевых действиях Великой Отечественной войны.

## История наименований
- 56-я авиационная дивизия истребителей дальнего действия;
- 56-я авиационная Бреславльская дивизия истребителей дальнего действия (24.09.1945 г.);
- 56-я бомбардировочная авиационная Бреславльская дивизия (1951 г.);
- 56-я тяжёлая бомбардировочная авиационная Бреславльская дивизия (1961 г.);
- Войсковая часть (Полевая почта) 13667;
- Войсковая часть (Полевая почта) 10214 (с 1961 г.).

## История и боевой путь дивизии
Дивизия сформирована в декабре 1943 года на основании Приказа НКО № 00139 от 12 ноября 1943 года. Процесс формирования дивизии контролировал лично И. В. Сталин. Дивизия формировалась самолётами «Бостон» модификации A-20G-1. Самолёты доставлялись в Советский Союз по морю до иранского порта Абадан, а оттуда по воздуху перегонялись на аэродромы под Кировобадом.
Основное назначение дивизии — это выполнение задач ПВО в ночное время с использованием первых советских серийных бортовых радиолокационных станций семейства Гнейс. Самолёты дивизии A-20 Boston, поступавшие по ленд-лизу переоборудовались на заводе № 81 в Монино, специализировавшемся на ремонте и переделке иностранных самолётов.
Параллельно с переделкой самолётов дивизии проводилось обучение экипажей, подготовкой которых руководил начальник штаба ИА ПВО генерал С. А. Пестов. Дивизия сформирована в составе двух полков особого назначения (апон):
- 45-й авиационный полк истребителей дальнего действия;
- 173-й авиационный полк истребителей дальнего действия.

До вхождения в дивизию полки воевали на бомбардировщиках и имели личный состав, подходящий для комплектования экипажей ночных истребителей: лётчиков, штурманов и радистов. Полки переформировывались в Ряжске по особому штату — 32 боевых самолёта и 39 экипажей.

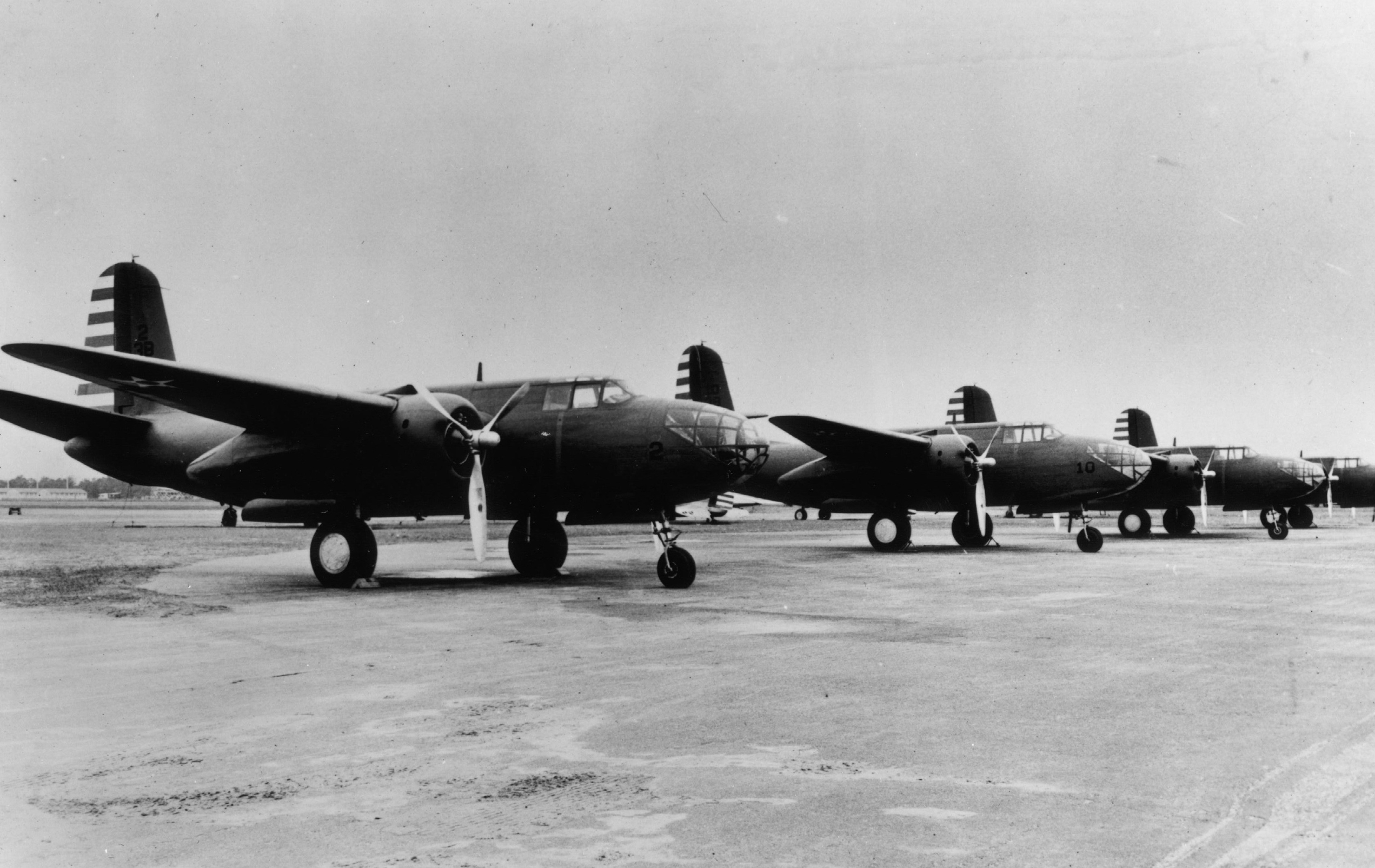
Самолёт А-20, поставляемый по ленд-лизу

В октябре 1943 года одну из эскадрилий 173-го полка перебросили на фронт для защиты от ударов немецких бомбардировщиков железнодорожных магистралей в районе Конотопа, Бахмача, Нежина, по которым шло снабжение наступавших на Киев советских войск. Через короткое время эскадрилья вернулась обратно на обучение.
К боевым действиям дивизия приступила с июня 1944 года. В мае 1944 года 173-й апи дд окончил программу переучивания и перебазировался на аэродром Олсуфьево под Орлом. 45-й апи дд закончил переподготовку в июле 1944 года и перебазировался на аэродром Озеро под Минском. Полку была поставлена задача прикрытия Минского железнодорожного узла.
В июне 1944 года 173-й апи дд прикрывал железнодорожные магистрали в районе Гомеля, Калиновичей и Унечи, а в июле участвовал в отражении налётов на железнодорожный узел Новозыбков. За весь 1944 год боевых успехов дивизия практически не имела. Проведя в районе Минска за полгода 650 боевых дежурств, экипажи 45-го апи дд всего четыре раза выполняли перехват вражеских самолётов. Аналогично обстояли дела и в 173-м апи дд, который привлекался также ещё и для перехвата немецких высотных разведчиков.
Экипажи полков находились под особым постоянным контролем со стороны особых отделов НКВД. Экипажам под страхом трибунала запрещалось перелетать линию фронта и покидать самолёт после посадки, если была выставлена охрана самолёта. К радиолокационным «Бостонам» не подпускали лётчиков и техников других частей. Как только дивизия перебазировалась на новые аэродромы, активность немецкой авиации в этом районе в ночное время резко снижалась. Так было под Минском и возле Риги, куда на полтора месяца перебазировалась эскадрилья 45-го апи дд.

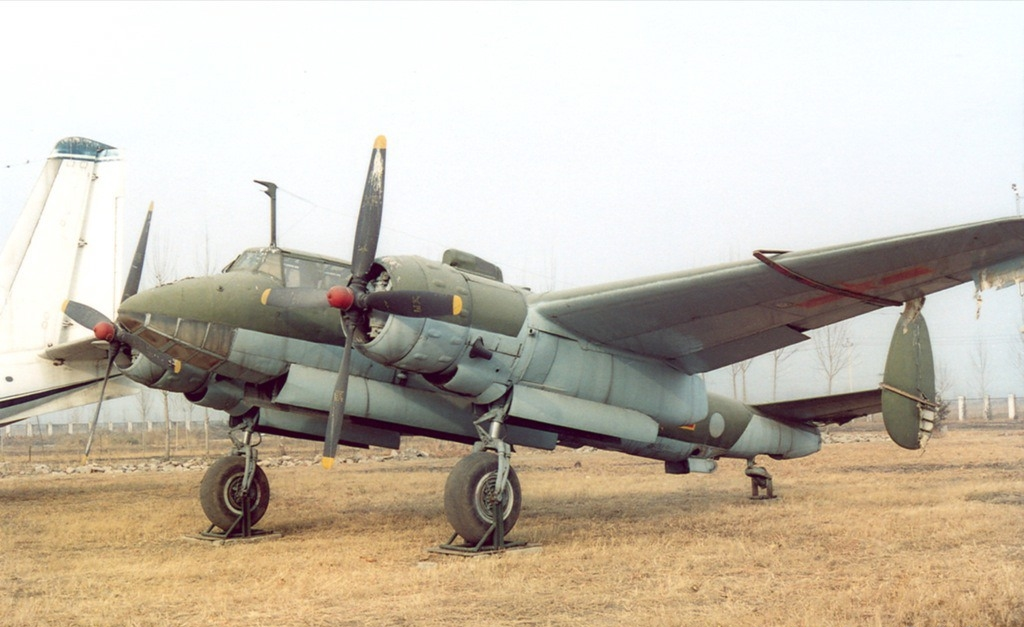
Самолёт Ту-2 в истребительном исполнении дивизия получила в 1947 году

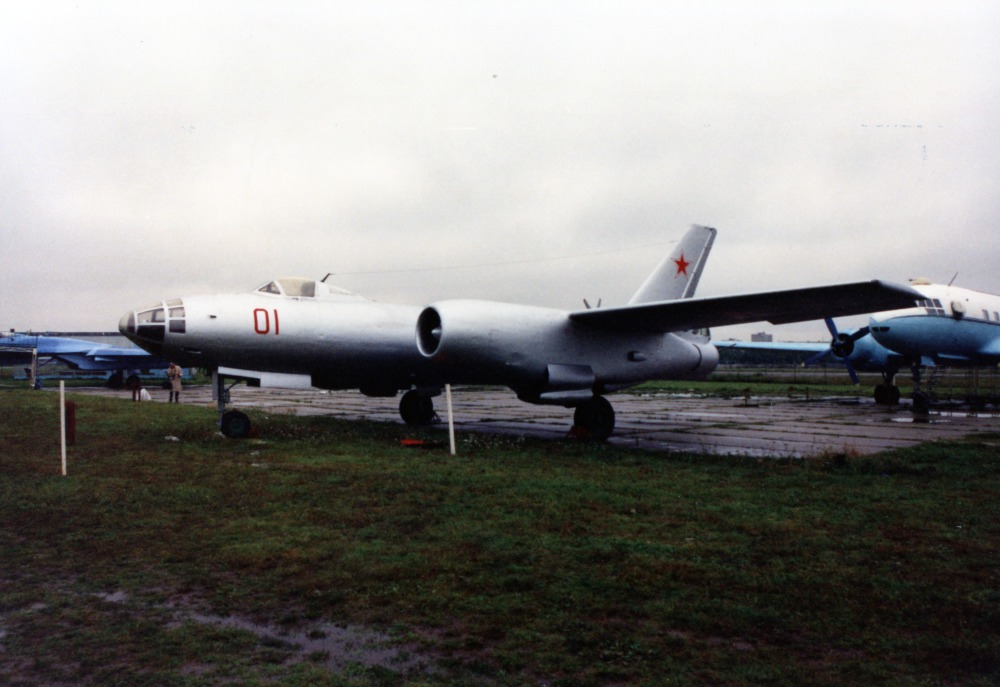
Получив самолёт Ил-28 в 1951 году дивизия стала бомбардировочной

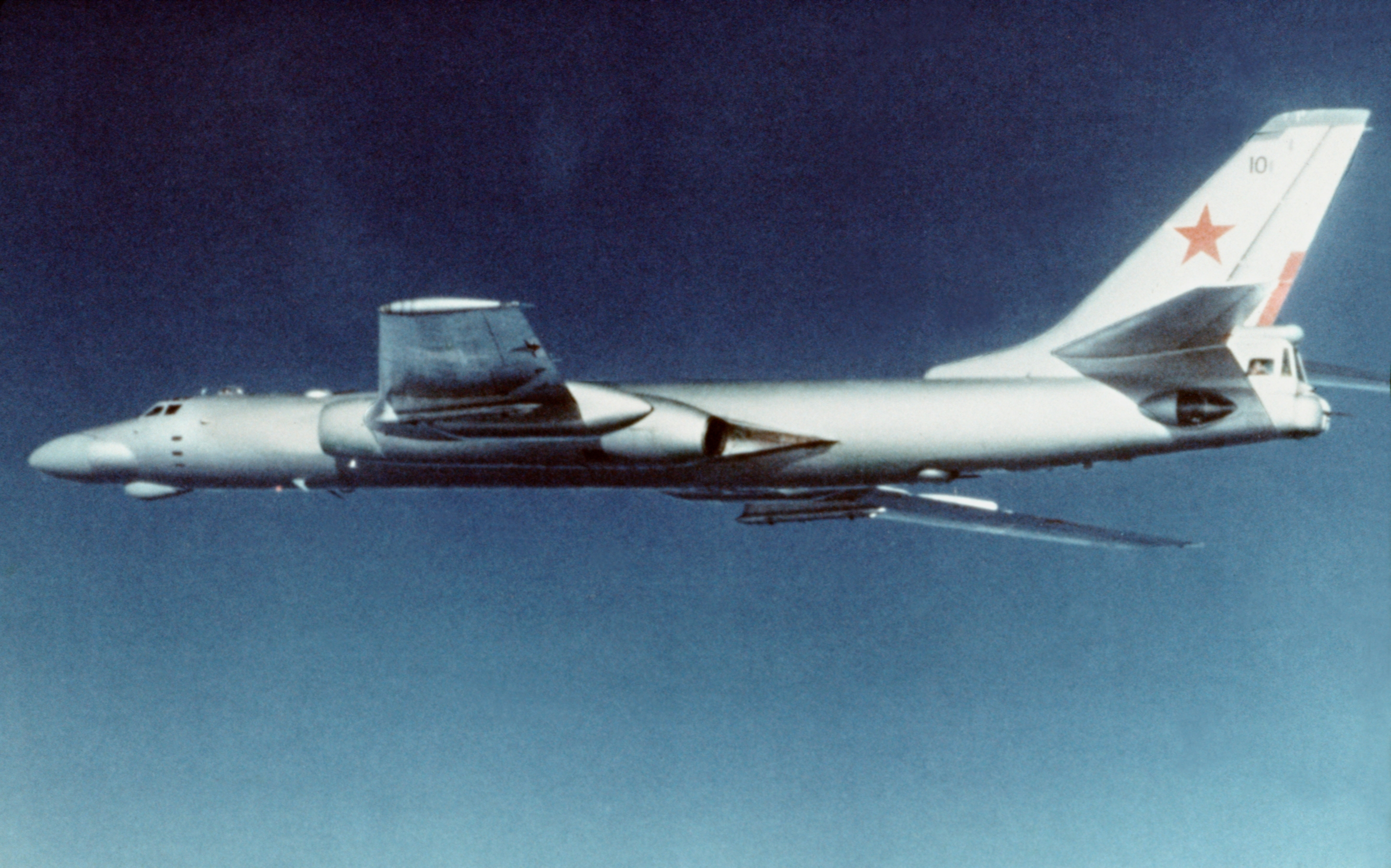
Самолёт Ту-16 дивизия получила в 1961 году

В докладе инспекции ВВС РККА после проверки работы дивизии сообщалось, что результаты боевого применения дивизии в 1944 года были настолько низкими, что командование 18-й ВА перестало принимать 56-ю ади дд всерьёз. Не нанося ущерба противнику ночные истребители 173-го апи дд успели разбить в тренировочных полётах и на посадках шесть самолётов, а 45-й апи дд — пять A-20G-1. Руководящий состав дивизии заменили.
Зимой 1945 года боевой работы дивизия практически не вела, ограничиваясь тренировочными и патрульными полётами. Линия фронта отодвинулась на запад и авиация противника уже не выполняла практически ночных рейдов. Полки дивизии базировались на значительном удалении друг от друга: 45-й апи дд продолжал прикрывать район Минска с аэродромов Озеро и Мачулище, а 173-й апи дд находился в Цюнуве (Городке) под Львовом.
В марте 1945 года в районе Бреслау попала в окружение крупная группировка немецких войск. Противник, имевший большой опыт десантных операций, наладил для её снабжения воздушный мост. Самолёты Люфтваффе по ночам доставляли к окружённым грузовые планеры, сбрасывали на парашютах снаряжение и боеприпасы. Они прорывались к городу с разных сторон, и зенитная артиллерия не могла закрыть все подходы и организовать надёжный заслон. К этому времени 56-ю дивизию принял гвардии полковник Б. В. Бицкий. Он добился участия дивизии в блокировании окружённой группировки с воздуха. Для этого на аэродром Рудники под Ченстоховом был переброшен 173-й апи дд, а для контроля воздушного пространства вокруг Бреслау развернули два радиолокационных поста в 3 и 15 км к северу и западу от города. За десять дней полк выполнил 65 патрульных полётов, в которых были сбиты два десантных планера. Для усиления воздушной блокады на аэродром Сьрода в районе Ченстохова перелетел 45-й апи дд.
За полтора месяца боевой работы в районе Бреслау полки выполнили в общей сложности 246 вылетов. В 68 из них лётчикам удавалось обнаружить цель (11 раз по наводке с земли с последующим использованием «Гнейс-2», 8 раз при свободном поиске с помощью бортовой РЛС, в 15 случаях — в лучах прожекторов, а остальные — визуально при естественном освещении). Истребители провели 13 воздушных боёв, в которых экипаж капитана Казнова сбил два Не-111, а лейтенанта Шестерикова — десантный планер.
Окончание войны дивизия встретила в немецком городке Бриг (после войны Бжег).
За отличные боевые действия при Штурме Бреслау приказом НКО № 0163 от 24 сентября 1945 года дивизии присвоено почётное наименование Бреславльская.
В составе действующей армии дивизия находилась с 3 июня 1944 года по 9 мая 1945 года.

### Послевоенная история дивизии
По окончании войны дивизия вошла в состав ВВС Московского военного округа и перебазировалась на аэродром Мигалово в составе двух полков, имея на вооружении А-20G. В апреле 1946 года в состав дивизии вошёл 244-й бомбардировочный авиационный Алленштайнский полк на самолётах Boston B-3 с перебазированием на аэродром Мигалово.
В 1947 году дивизию перевооружили на истребительный вариант самолёта Ту-2 с РЛС «Гнейс-5», а «Бостоны», с которых предварительно демонтировали радиолокационную аппаратуру, возвратили американцам. На Ту-2 дивизия пролетала до 1952 года, после чего перевооружилась на Ил-28. В 1952 году дивизия переформирована по бомбардировочному варианту и переименована в 56-ю бомбардировочную авиационную дивизию.
В 1961 году дивизия переведена в состав дальней авиации, вошла в состав 6-го отдельного тяжёлого бомбардировочного корпуса и получила наименование 56-я тяжёлая бомбардировочная авиационная дивизия. Полки дивизии получили новую технику — самолёт Ту-16.
В феврале 1964 года в дивизию вошёл 52-й гвардейский тяжёлый бомбардировочный авиационный полк на самолётах Ту-16. Полк базировался на своём аэродроме Шайковка. В марте 1965 года дивизию покинул 244-й тяжёлый бомбардировочный авиационный Алленштайнский полк, перебазируясь на аэродром Кречевицы, где получил самолёты Ан-12 и переименован в 244-й военно-транспортный авиационный Алленштайнский полк.
В феврале 1975 года дивизия расформирована на аэродроме Мигалово:
- 52-й гвардейский тяжёлый бомбардировочный авиационный полк передан в состав 13-я гвардейской тяжёлой бомбардировочной Днепропетровско-Будапештской ордена Суворова авиационной дивизии[3];
- 45-й тяжёлый бомбардировочный авиационный полк перебазирован на аэродром Кустанай. где переформирован в 45-й учебный авиационный полк Челябинского высшего военного авиационного краснознамённого училища штурманов[3];
- 173-й тяжёлый бомбардировочный авиационный полк расформирован вместе с дивизией на аэродроме Мигалово[3].

### Командир дивизии
| Звание                | Имя                        | Период                                     | Примечание                                               |
| --------------------- | -------------------------- | ------------------------------------------ | -------------------------------------------------------- |
| подполковник          | Кузнецов Михаил Фёдорович  | с 6 марта 1944 года по 22 мая 1944 года    | ВРИД, заместитель командира дивизии до февраля 1945 года |
| полковник             | Бабенко Андрей Дементьевич | с 19 мая 1944 года по 19 декабря 1944 года |                                                          |
| полковник             | Бицкий Борис Владимирович  | с 20 декабря 1944 года по январь 1948 года |                                                          |
| генерал-майор авиации | Петухов Иван Иванович      | 1959 год                                   |                                                          |
| генерал-майор авиации | Коробчак Николай Иванович  | с августа 1963 года по 1971 год            |                                                          |

### В составе объединений
| Дата          | Армия (Фронт, округ)      | Корпус                                        | Примечание |
| ------------- | ------------------------- | --------------------------------------------- | ---------- |
| 12.11.1943 г. | Резерв Ставки ВГК         |                                               |            |
| 01.02.1944 г. | Авиация дальнего действия |                                               |            |
| 09.05.1945 г. | Авиация дальнего действия |                                               |            |
| 01.02.1946 г. | Московский военный округ  | ВВС Московского военного округа               |            |
| 01.01.1961 г. | Дальняя авиация           | 6-й отдельный тяжёлый бомбардировочный корпус |            |
| 01.02.1975 г. | Дальняя авиация           | 6-й отдельный тяжёлый бомбардировочный корпус |            |

## Почётные наименования
- 56-й авиационной дивизии истребителей дальнего действия Приказом НКО № 0163 от 24 сентября 1945 года присвоено почётное наименование «Бреславльская».